# Tadjou Salou
Tadjou Salou (24 de Dezembro de 1974 - 2 de Abril de 2007) foi um futebolista togolês que faleceu aos 32 anos. Ele jogou como capitão pela seleção nacional de seu país.

## Carreira
Tadjou Salou representou o elenco da Seleção Togolesa de Futebol no Campeonato Africano das Nações de 2000.